# BWF World Tour 2024
Die BWF World Tour 2024 war die siebente Saison der BWF World Tour im Badminton. Zum Abschluss der Saison wurde das BWF World Tour Finale ausgetragen.

## Resultate
| Veranstaltung                  | Report            | Herreneinzel                  | Dameneinzel                     | Herrendoppel                                        | Damendoppel                                     | Mixed                                          |
| World Tour Finals              | World Tour Finals | World Tour Finals             | World Tour Finals               | World Tour Finals                                   | World Tour Finals                               | World Tour Finals                              |
| ------------------------------ | ----------------- | ----------------------------- | ------------------------------- | --------------------------------------------------- | ----------------------------------------------- | ---------------------------------------------- |
| BWF World Tour Finals          | Report            | Shi Yuqi                      | Wang Zhiyi                      | Kim Astrup Anders Skaarup Rasmussen                 | Baek Ha-na Lee So-hee                           | Zheng Siwei Huang Yaqiong                      |
| Super 1000                     |                   |                               |                                 |                                                     |                                                 |                                                |
| Malaysia Open                  | Report            | Anders Antonsen               | An Se-young                     | Liang Weikeng Wang Chang                            | Liu Shengshu Tan Ning                           | Yuta Watanabe Arisa Higashino                  |
| All England                    | Report            | Jonatan Christie              | Carolina Marín                  | Fajar Alfian Muhammad Rian Ardianto                 | Baek Ha-na Lee So-hee                           | Zheng Siwei Huang Yaqiong                      |
| Indonesia Open                 | Report            | Shi Yuqi                      | Chen Yufei                      | Liang Weikeng Wang Chang                            | Baek Ha-na Lee So-hee                           | Jiang Zhenbang Wei Yaxin                       |
| China Open                     | Report            | Weng Hongyang                 | Wang Zhiyi                      | Goh Sze Fei Nur Izzuddin                            | Li Yijing Luo Xumin                             | Feng Yanzhe Huang Dongping                     |
| Super 750                      |                   |                               |                                 |                                                     |                                                 |                                                |
| India Open                     | Report            | Shi Yuqi                      | Tai Tzu-ying                    | Kang Min-hyuk Seo Seung-jae                         | Mayu Matsumoto Wakana Nagahara                  | Dechapol Puavaranukroh Sapsiree Taerattanachai |
| French Open                    | Report            | Shi Yuqi                      | An Se-young                     | Satwiksairaj Rankireddy Chirag Shetty               | Chen Qingchen Jia Yifan                         | Feng Yanzhe Huang Dongping                     |
| Singapore Open                 | Report            | Shi Yuqi                      | An Se-young                     | He Jiting Ren Xiangyu                               | Chen Qingchen Jia Yifan                         | Zheng Siwei Huang Yaqiong                      |
| Japan Open                     | Report            | Alex Lanier                   | Akane Yamaguchi                 | Goh Sze Fei Nur Izzuddin                            | Liu Shengshu Tan Ning                           | Jiang Zhenbang Wei Yaxin                       |
| Denmark Open                   | Report            | Anders Antonsen               | Wang Zhiyi                      | Liang Weikeng Wang Chang                            | Rin Iwanaga Kie Nakanishi                       | Feng Yanzhe Huang Dongping                     |
| China Masters                  | Report            | Anders Antonsen               | An Se-young                     | Jin Yong Seo Seung-jae                              | Liu Shengshu Tan Ning                           | Feng Yanzhe Huang Dongping                     |
| Super 500                      |                   |                               |                                 |                                                     |                                                 |                                                |
| Indonesian Masters             | Report            | Anders Antonsen               | Wang Zhiyi                      | Leo Rolly Carnando Daniel Marthin                   | Liu Shengshu Tan Ning                           | Zheng Siwei Huang Yaqiong                      |
| Thailand Open                  | Report            | Lee Zii Jia                   | Supanida Katethong              | Satwiksairaj Rankireddy Chirag Shetty               | Jongkolphan Kititharakul Rawinda Prajongjai     | Guo Xinwa Chen Fanghui                         |
| Malaysia Masters               | Report            | Viktor Axelsen                | Wang Zhiyi                      | Kim Astrup Anders Skaarup Rasmussen                 | Rin Iwanaga Kie Nakanishi                       | Goh Soon Huat Shevon Jemie Lai                 |
| Australian Open                | Report            | Lee Zii Jia                   | Aya Ohori                       | He Jiting Ren Xiangyu                               | Febriana Dwipuji Kusuma Amallia Cahaya Pratiwi  | Jiang Zhenbang Wei Yaxin                       |
| Canada Open                    | Report            | Koki Watanabe                 | Busanan Ongbumrungpan           | Kim Astrup Anders Skaarup Rasmussen                 | Rin Iwanaga Kie Nakanishi                       | Jesper Toft Amalie Magelund                    |
| Korea Open                     | Report            | Lu Guangzu                    | Kim Ga-eun                      | Leo Rolly Carnando Bagas Maulana                    | Jeong Na-eun Kim Hye-jeong                      | Chen Tang Jie Toh Ee Wei                       |
| Hong Kong Open                 | Report            | Viktor Axelsen                | Han Yue                         | Kang Min-hyuk Seo Seung-jae                         | Pearly Tan Thinaah Muralitharan                 | Jiang Zhenbang Wei Yaxin                       |
| Arctic Open                    | Report            | Chou Tien-chen                | Han Yue                         | Goh Sze Fei Nur Izzuddin                            | Liu Shengshu Tan Ning                           | Feng Yanzhe Huang Dongping                     |
| Japan Masters                  | Report            | Li Shifeng                    | Akane Yamaguchi                 | Fajar Alfian Muhammad Rian Ardianto                 | Liu Shengshu Tan Ning                           | Dechapol Puavaranukroh Supissara Paewsampran   |
| Super 300                      |                   |                               |                                 |                                                     |                                                 |                                                |
| Thailand Masters               | Report            | Chou Tien-chen                | Aya Ohori                       | He Jiting Ren Xiangyu                               | Benyapa Aimsaard Nuntakarn Aimsaard             | Dechapol Puavaranukroh Sapsiree Taerattanachai |
| German Open                    | Report            | Christo Popov                 | Mia Blichfeldt                  | Lee Jhe-huei Yang Po-hsuan                          | Li Yijing Luo Xumin                             | Tang Chun Man Tse Ying Suet                    |
| Orléans Masters                | Report            | Yushi Tanaka                  | Tomoka Miyazaki                 | Choong Hon Jian Muhammad Haikal                     | Meilysa Trias Puspita Sari Rachel Allessya Rose | Cheng Xing Zhang Chi                           |
| Swiss Open                     | Report            | Lin Chun-yi                   | Carolina Marín                  | Ben Lane Sean Vendy                                 | Lanny Tria Mayasari Ribka Sugiarto              | Goh Soon Huat Shevon Jemie Lai                 |
| Spain Masters                  | Report            | Loh Kean Yew                  | Ratchanok Intanon               | Sabar Karyaman Gutama Mohamed Reza Pahlevi Isfahani | Rin Iwanaga Kie Nakanishi                       | Rinov Rivaldy Pitha Haningtyas Mentari         |
| New Zealand Open               | -                 | abgesagt                      | abgesagt                        | abgesagt                                            | abgesagt                                        | abgesagt                                       |
| US Open                        | Report            | Yushi Tanaka                  | Natsuki Nidaira                 | Peeratchai Sukphun Pakkapon Teeraratsakul           | Rin Iwanaga Kie Nakanishi                       | Pakkapon Teeraratsakul Phataimas Muenwong      |
| Chinese Taipei Open            | Report            | Lin Chun-yi                   | Sim Yu-jin                      | Lee Jhe-huei Yang Po-hsuan                          | Febriana Dwipuji Kusuma Amallia Cahaya Pratiwi  | Pakkapon Teeraratsakul Phataimas Muenwong      |
| Macau Open                     | Report            | Ng Ka Long                    | Gao Fangjie                     | Chen Xujun Liu Yi                                   | Li Wenmei Zhang Shuxian                         | Guo Xinwa Chen Fanghui                         |
| Hylo Open                      | Report            | Christo Popov                 | Mia Blichfeldt                  | Ben Lane Sean Vendy                                 | Sung Shuo-yun Yu Chien-hui                      | Jesper Toft Amalie Magelund                    |
| Korea Masters                  | Report            | Kunlavut Vitidsarn            | Putri Kusuma Wardani            | Aaron Chia Soh Wooi Yik                             | Kim Hye-jeong Kong Hee-yong                     | Guo Xinwa Chen Fanghui                         |
| Syed Modi International        | Report            | Lakshya Sen                   | P. V. Sindhu                    | Huang Di Liu Yang                                   | Treesa Jolly Gayathri Gopichand                 | Dechapol Puavaranukroh Supissara Paewsampran   |
| Super 100                      |                   |                               |                                 |                                                     |                                                 |                                                |
| Ruichang China Masters         | Report            | Wang Zhengxing                | Kaoru Sugiyama                  | Tan Qiang Zhou Haodong                              | Laksika Kanlaha Phataimas Muenwong              | Zhou Zhihong Yang Jiayi                        |
| Kaohsiung Masters              | Report            | Lee Chia-hao                  | Hsu Wen-chi                     | Chang Ko-chi Chen Xin-yuan                          | Jesita Putri Miantoro Febi Setianingrum         | Ruttanapak Oupthong Jhenicha Sudjaipraparat    |
| Baoji China Masters            | Report            | Hu Zhean                      | Han Qianxi                      | Huang Di Liu Yang                                   | Chen Xiaofei Feng Xueying                       | Zhang Hanyu Bao Lijing                         |
| Indonesia Masters Super 100 I  | Report            | Zaki Ubaidillah               | Riko Gunji                      | Chaloempon Charoenkitamorn Worrapol Thongsa-Nga     | Jesita Putri Miantoro Febi Setianingrum         | Jafar Hidayatullah Felisha Pasaribu            |
| Vietnam Open                   | Report            | Shogo Ogawa                   | Nguyễn Thùy Linh                | He Zhi-wei Huang Jui-hsuan                          | Mizuki Otake Miyu Takahashi                     | Adnan Maulana Indah Cahya Sari Jamil           |
| Abu Dhabi Masters              | -                 | abgesagt                      | abgesagt                        | abgesagt                                            | abgesagt                                        | abgesagt                                       |
| Malaysia Super 100             | Report            | Chi Yu-jen                    | Kaoru Sugiyama                  | Low Hang Yee Ng Eng Cheong                          | Go Pei Kee Teoh Mei Xing                        | Ye Hong-wei Nicole Gonzales Chan               |
| Indonesia Masters Super 100 II | Report            | Alwi Farhan                   | Ni Kadek Dhinda Amartya Pratiwi | Rahmat Hidayat Yeremia Rambitan                     | Hsieh Pei-shan Hung En-tzu                      | Amri Syahnawi Nita Violina Marwah              |
| Guwahati Masters               | Report            | Sathish Karunakaran           | Cai Yanyan                      | Chia Wei Jie Lwi Sheng Hao                          | Tanisha Crasto Ashwini Ponnappa                 | Zhang Hanyu Bao Lijing                         |
| Odisha Masters                 | Report            | Rithvik Sanjeevi Satish Kumar | Cai Yanyan                      | Huang Di Liu Yang                                   | Nanako Hara Riko Kiyose                         | Gao Jia Xuan Tang Ruizhi                       |